# 1998 YJ22
1998 YJ22 är en asteroid i huvudbältet som upptäcktes den 21 december 1998 av Beijing Schmidt CCD Asteroid Program vid Xinglong-observatoriet.
Asteroiden har en diameter på ungefär 9 kilometer och den tillhör asteroidgruppen Padua.